# Paweł Kryszałowicz
Paweł Kryszałowicz (Słupsk, Pomerania, 23 de junio de 1974) es un exfutbolista polaco. Jugaba de delantero y su último club fue el Gryf Słupsk de Polonia.
Kryszałowicz desarrolló su carrera entre clubes de Alemania y su nación local, de los que se pueden destacar Gryf Słupsk, Zawisza Bydgoszcz, Eintracht Fráncfort y Wisła Cracovia. Además, fue internacional absoluto por la Selección de fútbol de Polonia y disputó la Copa Mundial de la FIFA de 2002, donde anotó un gol ante Estados Unidos en la tercera fecha de la fase de grupos.

## Trayectoria

### Clubes
| Club                | País     | Año         |
| ------------------- | -------- | ----------- |
| Gryf Słupsk         | Polonia  | 1990 - 1994 |
| Zawisza Bydgoszcz   | Polonia  | 1994 - 1995 |
| Amica Wronki        | Polonia  | 1995 - 2000 |
| Eintracht Fráncfort | Alemania | 2001 - 2003 |
| Amica Wronki        | Polonia  | 2003 - 2005 |
| Wisła Cracovia      | Polonia  | 2005 - 2006 |
| SV Wilhelmshaven    | Alemania | 2007        |
| Gryf Słupsk         | Polonia  | 2007 - 2010 |

### Selección nacional
| Selección | País    | Año         |
| --------- | ------- | ----------- |
| Absoluta  | Polonia | 1999 - 2004 |

## Estadísticas

### Selección nacional
Fuente:
| Selección de Polonia | Selección de Polonia | Selección de Polonia |
| Año                  | Part.                | Goles                |
| -------------------- | -------------------- | -------------------- |
| 1999                 | 1                    | 0                    |
| 2000                 | 7                    | 1                    |
| 2001                 | 11                   | 2                    |
| 2002                 | 8                    | 3                    |
| 2003                 | 4                    | 0                    |
| 2004                 | 2                    | 4                    |
| Total                | 33                   | 10                   |

#### Goles internacionales
| No  | Fecha                   | Sede                                                 | Oponente          | Gol | Resultado | Competición                                          |
| --- | ----------------------- | ---------------------------------------------------- | ----------------- | --- | --------- | ---------------------------------------------------- |
| 1.  | 4 de junio de 2000      | Stade Olympique de la Pontaise, Lausana, Suiza       | Países Bajos      | 1-1 | 3-1       | Partido amistoso                                     |
| 2.  | 2 de junio de 2001      | Millennium Stadium, Cardiff, Gales                   | Gales             | 1-2 | 1-2       | Eliminatorias para la Copa Mundial de Fútbol de 2002 |
| 3.  | 1 de septiembre de 2001 | Estadio de Silesia, Chorzów, Polonia                 | Noruega           | 1-0 | 3-0       | Eliminatorias para la Copa Mundial de Fútbol de 2002 |
| 4.  | 13 de febrero de 2002   | Estadio Tsirion, Limassol, Chipre                    | Irlanda del Norte | 1-0 | 4-1       | Partido amistoso                                     |
| 5.  | 13 de febrero de 2002   | Estadio Tsirion, Limassol, Chipre                    | Irlanda del Norte | 2-1 | 4-1       | Partido amistoso                                     |
| 6.  | 14 de junio de 2002     | Estadio de la Copa del Mundo, Daejeon, Corea del Sur | Estados Unidos    | 2-0 | 3-1       | Copa Mundial de Fútbol de 2002                       |
| 7.  | 21 de febrero de 2004   | Estadio Bahía Sur, San Fernando, España              | Islas Feroe       | 1-0 | 6-0       | Partido amistoso                                     |
| 8.  | 21 de febrero de 2004   | Estadio Bahía Sur, San Fernando, España              | Islas Feroe       | 2-0 | 6-0       | Partido amistoso                                     |
| 9.  | 21 de febrero de 2004   | Estadio Bahía Sur, San Fernando, España              | Islas Feroe       | 3-0 | 6-0       | Partido amistoso                                     |
| 10. | 21 de febrero de 2004   | Estadio Bahía Sur, San Fernando, España              | Islas Feroe       | 4-0 | 6-0       | Partido amistoso                                     |

#### Participaciones en fases finales
| Torneo                         | Sede                  | Resultado    | Partidos | Goles |
| ------------------------------ | --------------------- | ------------ | -------- | ----- |
| Copa Mundial de Fútbol de 2002 | Corea del Sur / Japón | Primera fase | 3        | 1     |

## Palmarés

### Títulos nacionales
| Título               | Club         | País    | Año  |
| -------------------- | ------------ | ------- | ---- |
| Copa de Polonia      | Amica Wronki | Polonia | 1998 |
| Supercopa de Polonia | Amica Wronki | Polonia | 1998 |
| Copa de Polonia      | Amica Wronki | Polonia | 1999 |
| Supercopa de Polonia | Amica Wronki | Polonia | 1999 |
| Copa de Polonia      | Amica Wronki | Polonia | 2000 |